# Oswald Karch
Oswald Karch (n. 6 martie 1917, Ludwigshafen am Rhein, Germania – d. 28 ianuarie 2009, Mannheim, Germania) a fost un pilot de Formula 1. De-a lungul carierei a luat startul în 1 cursă, niciuna din pole-position. Nu a câștigat nicio cursă și nu a terminat niciodată pe podium, acumulând 0 puncte în întreaga activitate ca pilot de Formula 1.